# 葦牙
葦牙（あしかび）とは、日本でかつて発行されていた文芸・思想雑誌である。1984年11月創刊、2018年10月休刊。「文学と思想を科学する雑誌」とも名乗っていた。

## 経過
編集元は『葦牙』の会で、同会は「自主と共同を理念とする文学・思想集団」と自己を位置づけている。発売元は最初はみずち書房、その後、田畑書店をへて、最後は株式会社同時代社であった。
1983年に、日本共産党中央と日本民主主義文学同盟の一部の党員たちの間で対立（「『民主文学』四月号問題」）が起き、何人かの同盟員が退会したことが発刊のきっかけである。退会した複数の元同盟員は、文学同盟に所属しつづけている複数の同盟員とともに、〈葦牙同人〉を構成し、雑誌『葦牙』を創刊したのである。なお、創刊当時文学同盟に在籍していた同人は、その後同盟を自発的に退会していった。
その後『葦牙』は、日本共産党の党内民主主義の虚構性を主張する宮地健一（かれは創刊当時の同人ではない）の論文を掲載するなど、日本共産党への批判をふくむ編集をはじめ、『葦牙』同人たちは離党あるいは除籍という形で党から離脱していった。その後も、日本共産党の党員研究者が執筆することがあった。
『葦牙』は当初は季刊誌であったが、刊行頻度を下げながら、最後は年1回の発行となり、宮本顕治特集や丸山眞男特集などを組んでいた。ただし、創刊の頃に小説を寄稿していた中里喜昭をはじめとする小説家たちは、その後は小説を掲載しなくなり、21世紀に入ると、文芸というよりも、論壇誌に近くなっていた。2018年10月31日付で44号を発行、終刊した。44号に添えられた「『葦牙』終刊のお知らせ」によれば、同人や読者が高齢化し、編集面や財政的でもこれまでのようにやっていけなくなったこと、が終刊の背景にあるという。ただし、『葦牙』の会はその後も存続し、ミニコミ誌『葦牙ジャーナル』の発行を続けている。